# Dymitr Samozwaniec II
Dymitr Samozwaniec II, inaczej Łżedymitr (ros. Лжедмитрий) lub Łotr Tuszyński (ros. Тушинский вор) (zm. 21 grudnia 1610 w Kałudze) – pretendent do tronu Carstwa Moskiewskiego.

## Życiorys
Podawał się za cudownie ocalonego Dymitra Samozwańca I. Był najgroźniejszym wrogiem politycznym cara Wasyla IV Szujskiego i jego konkurentem do panowania nad Carstwem Rosyjskim. Mimo że nigdy nie opanował Moskwy, w latach 1608–1610 kontrolował większą część państwa rosyjskiego i zorganizował własną administrację oraz dwór.
Dymitr Samozwaniec II pojawił się po raz pierwszy na niwie publicznej około 20 lipca 1607 r. w Starodubie. Po ogłoszeniu, że jest carewiczem Dymitrem przyłączyły się do niego tysiące zwolenników.
Wkrótce Jerzy Mniszech, ojciec Maryny Mniszech, wdowy po zamordowanym carze Dymitrze I Samozwańcu, doprowadził do ich spotkania, w wyniku którego Maryna rozpoznała w nim swojego zmarłego męża. To przyniosło mu poparcie kresowych magnatów, takich jak książę Adam Wiśniowiecki, Roman Różyński i Jan Sapieha, którzy postanowili poprzeć także tego kolejnego pretendenta do tronu, dostarczając mu funduszy i 7500 żołnierzy, a wśród nich Aleksandra Lisowskiego i lisowczyków. Dymitr swoje rządy opierał na wojskach najemnych, szlachcie polsko-litewskiej uczestniczącej ochotniczo w II Dymitriadzie oraz bojarstwie pozostającym w opozycji do rodu Szujskich. Dymitr Samozwaniec II szybko opanował Karaczew, Briańsk i inne miasta, a wiosną 1608 r. podszedł pod Moskwę. Obietnicą masowej konfiskaty majątków bojarów przyciągnął do siebie wielu Rosjan, którzy przybywali wzmocnić jego armię, skoncentrowaną koło wsi Tuszyno koło Moskwy. Jego siły początkowo obejmowały 7 tys. polskich żołnierzy, 10 tys. Kozaków i 10 tys. innych żołnierzy. Dzięki napływowi zwykłych Rosjan jego siły wkrótce przekroczyły 100 tys. ludzi. W październiku 1608 r. wziął do niewoli w Rostowie metropolitę Filareta i przewiózł do obozu w Tuszynie. Dymitr podporządkował sobie także miasta Jarosław, Kostroma, Wołogda, Kaszina i kilka innych.
Przybycie króla Zygmunta III Wazy pod Smoleńsk spowodowało, że większość popierających go prywatnie polskich zwolenników opuściła go i przyłączyła się do armii polskiego króla. W tym samym czasie silna rosyjsko-szwedzka armia Jacoba De la Gardie zbliżyła się do Tuszyna, zmuszając Dymitra do ucieczki do Kostromy. Wkrótce jednak Dymitr zebrał siły wystarczające do kolejnego ataku na Moskwę, który mimo że nieudany, doprowadził do odzyskania kontroli nad całą południowo-wschodnią Rosją.
Po podpisaniu przez Szujskiego w lutym 1609 r. sojuszu ze Szwecją (będącej w stanie wojny z Polską) i w konsekwencji wkroczeniu na teren Carstwa Moskiewskiego wojsk królewskich pod dowództwem hetmana Stanisława Żółkiewskiego, Dymitr Samozwaniec II zaczął tracić wpływy i sojuszników. Po klęsce w bitwie pod Kłuszynem moskiewscy bojarzy podpisali z hetmanem Żółkiewskim umowę o uznaniu królewicza Władysława Wazy za cara Rosji oraz pomocy wojsk Żółkiewskiego przy wyparciu Samozwańca II spod Moskwy. Po otrzymaniu informacji o tym porozumieniu Dymitr Samozwaniec II zbiegł do Kaługi nad Oką.
Zginął 21 grudnia 1610 r. pod miastem Kaługa zastrzelony w saniach przez Tatara Piotra Urusowa, który zemścił się za wcześniejsze uwięzienie i biczowanie. Dymitr Samozwaniec II został pochowany uroczyście przez mieszkańców Kaługi w cerkwi św. Trójcy.